# Клей БФ

Поливинилбутираль — ацеталь поливинилового спирта и масляного альдегида

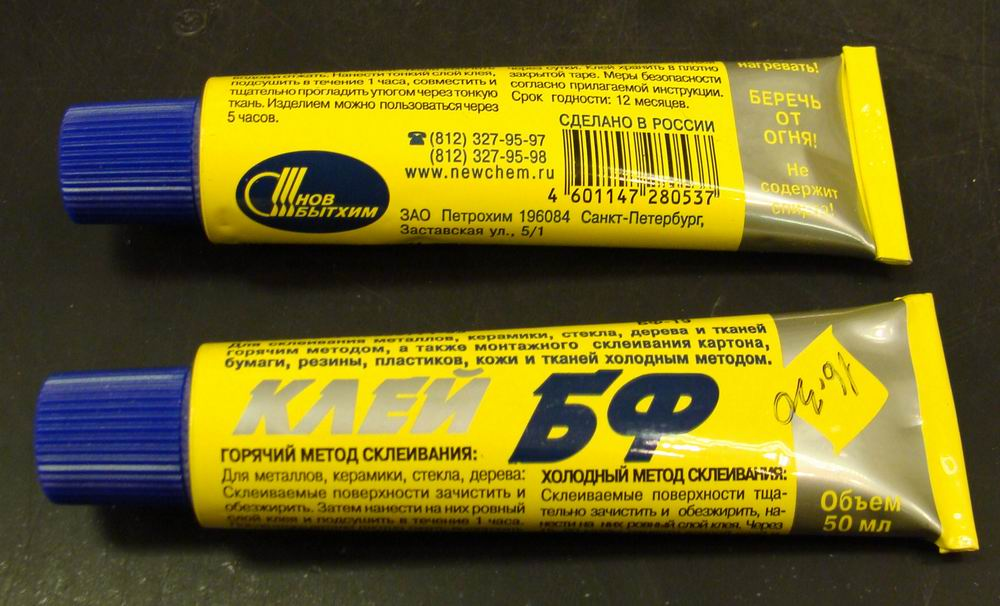
Клей БФ в тюбиках.

Клей БФ (Бутираль (поливинилбутираль) фенольный (фенолформальдегидный)) — термореактивный однокомпонентный полимеризующийся клей с возможностью применения как простого высыхающего клея. После горячей полимеризации создаёт малоэластичный шов с термостойкостью до 180 °C. Существуют разные виды клея БФ, применяемые для склейки как цветных металлов, нержавеющей стали, неметаллов с металлами (менее эластичные и более прочные), так и для ремонта тканевых изделий, в медицине для закрытия ран (более эластичные). Представляет собой густую прозрачную жидкость жёлтого, красного или буро-коричневого цвета. Клей БФ не подвержен гниению и коррозионным воздействиям, стоек к действию атмосферы, воды, масла и бензина. Клей БФ огнеопасен. В отличие от родственных фенолформальдегидных клеев, менее термостоек по сравнению с ВС-10Т (для тормозных колодок) и менее пригоден для склейки древесины по сравнению с эпоксидными клеями (для деревянного судо- и авиастроения).

## Химический состав
Представляет собой фенолформальдегидную смолу и поливинилацеталь или поливинилбутираль, растворённые в этиловом спирте, ацетоне или хлороформе. Цифра после букв «БФ» означает процентное содержание поливинилбутираля в сухом веществе. С увеличением количества виниловых добавок растёт эластичность шва, но уменьшается прочность.
В состав раствора для наружного применения БФ-6 входит дибутилфталат, строго ограниченный к применению в Европе и США как токсичное вещество. Фенолформальдегидная смола также является канцерогенным и токсичным веществом. Отчасти в связи с этим аналоги клея БФ не известны за пределами России и его российское производство также постепенно прекращается.

## Марки клеев БФ
- БФ-2 — для склеивания жёстких статичных материалов: металлов, пластиков, керамики, стекла. В неполимеризованном виде широко применялся при сборке электроакустических устройств (динамиков, динамических микрофонов), иногда — для пропитки и лакировки;
- БФ-2Н, БФ-4Н — для склеивания чёрных металлов, в медицине не применяется;
- БФ-4 — для склеивания эластичных поверхностей, подверженных сгибам и вибрации. Склеивает металлы, текстолит, оргстекло, дерево, кожу. Используется для изготовления гетинакса;
- БФ-6 — для склеивания гибких материалов: кожи, тканей (прочность шва не меньше, чем при сшивании); Применяется в медицине.
- БФ-19 — для склеивания: горячим методом металлов, керамики, стекла, дерева и ткани, холодным методом для монтажного склеивания картона, бумаги, резины, пластиков, кожи и тканей. Токсичен. Не используется в медицинских целях.
- БФ-88 — для склеивания: металлов и металлов с неметаллами, тканей, в медицине для закрытия ран; бывает красным, желтым и бурым; устойчив к атмосферным воздействиям. Огнеопасен.

## История клея БФ
В 1942—1945 годах профессором Г. С. Петровым и сотрудниками была разработана серия клеев БФ. Советский учёный-химик Петров знаменит также «контактом Петрова» и работами в области химии и технологии карболита (бакелита, фенолформальдегидных пластмасс).
В 1950-е годы Л. Г. Школьниковым предложено использовать клей БФ-6 в медицине.

## Медицинское применение клея БФ-6
Клей БФ-6 применяют для обработки микротравм — ссадин, царапин, порезов и других мелких повреждений кожи.
Клей БФ-6 применяют местно для взрослых и детей. Детям до года применение клея БФ-6 не рекомендуется. Перед нанесением клея БФ-6 участок кожи тщательно очищают от загрязнений. Ватным или марлевым тампоном останавливают кровотечение и подсушивают место, подлежащее покрытию клеем. Клей наносят на кожу тонким равномерным слоем до полного покрытия участка повреждения и прилежащих неповреждённых тканей (повязку не накладывают). В случае нарушения целостности плёнки поверх неё наносят новую плёнку. Плёнка образуется в течение 2—5 минут после нанесения БФ-6 и прочно удерживается на коже в течение 2—3 дней.

### Торговое название
Клей для обработки микротравм, клей БФ-6.

### Лекарственная форма
Раствор для наружного применения спиртовой.

### Показания
Микротравмы (ссадины, царапины, порезы и другие мелкие повреждения кожи); послеоперационные швы; стоматология — обработка корней зубов.

### Противопоказания
Повышенная чувствительность к компонентам препарата.
Детский возраст до 1 года.

### Побочные эффекты
Аллергические реакции. Жжение.

## Факты
- Кузова спортивных автомобилей МАЗ-1500 1957 года были изготовлены из стеклоткани, связанной клеем БФ-2[7].

Мышата выливают в ведро с краской тюбик клея БФ-2 (кадр из мультфильма «Лето кота Леопольда»)

## Нецелевое использование
- В Советском Союзе в 1980-e годы во время антиалкогольной кампании 1985-1990 годов клей БФ был одним из суррогатов алкоголя наряду с жидкостью для очистки стёкол, дихлофосом и парфюмерной продукцией (одеколоном)[8][9]. В народе назывался «Борис Фёдорович».
- В 3D-печати используется как покрытие печатного стола для фиксации детали в процессе печати.